# Witold Masznicz
Witold Krzysztof Masznicz (ur. 12 lipca 1943 w Warszawie, zm. 23 listopada 2020 w Kraszewie-Czubakach) – polski artysta plastyk. Twórca swoistego stylu symbolicznego w pracach łączących technikę rzeźby
i malarstwa w latach 70. i 80. XX w. Członek ówczesnej nieformalnej grupy artystycznej wraz z Eugeniuszem Geno Małkowskim i Czesławem Ciapałą.

## Życiorys
Absolwent ASP w Warszawie (1968) i członek ZPAP. Debiutował wystawą w Warszawie (Kordegarda w Łazienkach Królewskich) w 1969. Stypendysta Fundacji Kościuszkowskiej w Nowym Jorku w latach 1973–1974. 

## Twórczość
Twórczość inspirowana w szczególności sztuką Średniowiecza, do której nawiązuje warsztatem (polichromowana rzeźba w drewnie) i alegoryką. Dzięki wyjątkowym zdolnościom manualnym, artysta potrafił z dużą łatwością odtwarzać rzeczywistość, odbijającą stany psychiczne oraz własne poszukiwania czystej i syntetycznej formy. 

### Ważniejsze wystawy
- Paryż (la Maison de la Culture) - 1974

- Los Angeles (Esther Robles Gallery) - 1974[2]

- Dania - 1974/1975[3]

- Frombork - (Muzeum Mikołaja Kopernika we Fromborku) - 1987, 2005 i 2009

### Ważniejsze utwory
- Reportaż z 8 III 1968[4] (1968)

- Dziennik (1975)

- Ziemia (1979)

- Spadająca gwiazda (1982)

### Dzieła w muzeach
Znajdują się m.in. w Muzeum Historii Żydów Polskich POLIN, Muzeum Mikołaja Kopernika we Fromborku oraz zbiorach prywatnych.